# Mechroha
Mechroha (în arabă المشروخة) este o comună din provincia Souk Ahras, Algeria.
Populația comunei este de 21.802 locuitori (2008).